# Coupe d'Algérie de football 2001-2002
 (mars 2019).
Si vous disposez d'ouvrages ou d'articles de référence ou si vous connaissez des sites web de qualité traitant du thème abordé ici, merci de compléter l'article en donnant les références utiles à sa vérifiabilité et en les liant à la section « Notes et références ».
Navigation
Coupe d'Algérie
2000-2001 Coupe d'Algérie
2002-2003
La Coupe d'Algérie de football 2001-2002 voit le sacre du WA Tlemcen, qui bat le MC Oran en finale.
C'est la 2e Coupe d'Algérie remportée par le WA Tlemcen et c'est la 6e fois que le MC Oran atteint la finale de cette compétition.

## Trente-deuxièmes de finale
Les matchs se sont joués le jeudi 14 mars 2002
| Équipe 1             | Score              | Équipe 2              | Buteurs                                                                         | Lieu                        |
| -------------------- | ------------------ | --------------------- | ------------------------------------------------------------------------------- | --------------------------- |
| E Sour El Ghozlane   | 0 - 1              | AS Maghnia            | Berrane 89e                                                                     |                             |
| CS Constantine       | 1 - 2ap            | MC Alger              | Saker 55e (pen.) / Salim Aouidet (2) 35e, Sid Ahmed Aouidet (1) 99e             |                             |
| WA Tlemcen           | 1 - 0              | ES Guelma             | Belgherri 53e                                                                   |                             |
| NR Berriane          | 2 - 2ap (4 - 5tab) | Hydra AC              | Choum 34e (pen.),Saci 69e / Berabah 40e (csc), Benali 44e                       |                             |
| IRB Khenchela        | 2 - 1              | NRB Grarem            | Boudhreaa 45e (pen.), Boumaiza 60e / Benameur 74e                               |                             |
| USM Alger            | 3 - 0              | ES Mostaganem         | Benchergui 26e, Bourahli 41e, Maouche 91e                                       |                             |
| IB Khemis El Khechna | 2 - 2ap (4 - 3tab) | USM El Harrach        | Guerzou 3e, Zougari 58e / Marsel 70e, Younes 88e                                |                             |
| IR Ouled Naïl        | 0 - 1              | CRB Mechria           | Fezioui 2e                                                                      |                             |
| MC Oran              | 0 - 0ap (3 - 2tab) | NA Hussein Dey        | -                                                                               |                             |
| JSM Bejaia           | 3 - 0*             | MC El Bayadh          | Forfait                                                                         |                             |
| JSM Tébessa          | 0 - 1              | CA Bordj Bou Arreridj | Aidel 80e                                                                       |                             |
| JSM Skikda           | 3 - 0*             | IRB Maghnia           | Forfait                                                                         |                             |
| SA Mohammadia        | 0 - 0ap (2 - 4tab) | CRB Mila              | -                                                                               |                             |
| ES Debdaba           | 0 - 2              | CR Témouchent         | Rabahi 6e, Fittane 74e                                                          |                             |
| ASPTT El Bayadh      | 0 - 1              | AS Ain M'lila         | Izaoui 32e                                                                      |                             |
| JS Kabylie           | 4 - 0              | MB Hassi Messaoud     | Zafour 30e, Deriouche 60e, Meghraoui 74e, Berguiga 83e                          | stade opow de boumerdes     |
| NR Bou Ismail        | 1-2                | ES Sétif              | Mechentel (1) 89e / Debboucha 25e, Laâmeche 83e                                 |                             |
| GC Aïn Sefra         | 0 - 4              | CR Beni Thour         | Zaâtout 10e, Naouar 46e, Hamou 70e, Kherouba 87e                                |                             |
| CMB Thenia           | 0 - 1              | IRB El Oued           | Kenioua 89e                                                                     |                             |
| OMR El Anasser       | 3 - 1              | JSM Tiaret            | Laifaoui 18e, Ben idir 70e 90e / Fateh 13e                                      |                             |
| CR Belouizdad        | 1 - 0              | USM Bel Abbès         | Boutaleb 86e (pen.)                                                             |                             |
| USM Annaba           | 8 - 0              | ES Bouakeul           | Bensaid 11e 42e, Ouichaoui 49e 52e, Djinyour 72e 78e, Zououaghi 88e, Annani 90e |                             |
| RC Kouba             | 0 - 0ap (3 - 4tab) | USM Blida             | -                                                                               | Alger. Stade Benhaddad      |
| US Biskra            | 1 - 0              | CRB Djelfa            | Bouzeghaia 65e                                                                  |                             |
| HB Chelghoum Laid    | 2 - 1ap            | ASO Chlef             | Aouamri 29e, Massaoudo 116e / Abroussi 53e (pen.)                               |                             |
| CRB El Milia         | 2 - 1ap            | ASM Oran              | ?                                                                               |                             |
| MO Bejaia            | 3 - 0*             | CRB Naâma             | Forfait                                                                         |                             |
| US Chaouia           | 2-1                | USM Sétif             | Touil 55e, Gareh 58e / Douar 71e                                                |                             |
| GC Mascara           | 1 - 2              | MO Constantine        | Mohamdi 25e / Leoui 44e, Berrabah 47e                                           |                             |
| CA Batna             | 1 - 0              | RCB Oued R'hiou       | Guidouh 44e                                                                     |                             |
| JS Bordj Menaiel     | 1 - 1ap (4 - 2tab) | AS Khroub             | Saraouia 26e / Beroui 5e                                                        |                             |
| WA Mostaganem        | 1 - 2              | MSP Batna             | ?                                                                               | joué le lundi 18 mars 2002. |

## Seizièmes de finale
Les matchs des seizièmes de finale se sont joués le 28 mars 2002. 
| Équipe 1              | Score              | Équipe 2             | Date                   | Buteurs                                                                     | Lieu                                  |
| MO Constantine        | 4 – 1              | US Biskra            | jeudi 28 mars 2002     | Loué 21e, Azzizane 46e, Aissoug 68e (pen.), Belouaar 76e / Kalmi 82e (pen.) | Stade Chahid-Hamlaoui                 |
| CR Beni Thour         | 1 – 2ap            | USM Blida            | jeudi 28 mars 2002     | boudaoui 55 /Kherkhache 25e, Harkas 110e                                    | Stade du 18 février, Ouargla.         |
| USM Annaba            | 1 – 0              | JS Bordj Menaiel     | jeudi 28 mars 2002     | Soltani 23e                                                                 | Stade 19 mai 1956                     |
| CR Temouchent         | 1 – 2ap            | IB Khemis El Khechna | jeudi 28 mars 2002     | Benabbou 65e / Ammoura 94e et Zougari 109e                                  | Stade Embarek Boucif,(Aïn Témouchent) |
| CA Batna              | 2 – 0              | Hydra AC             | jeudi 28 mars 2002     | Laâssas 36e, Messaï 81e                                                     | Stade Sefouhi                         |
| CA Bordj Bou Arreridj | 1 – 0ap            | ES Sétif             | jeudi 28 mars 2002     | Aïdel 98e                                                                   | Stade du 20-Août-1955 (BBA)           |
| WA Tlemcen            | 1 – 0ap            | US Chaouia           | jeudi 28 mars 2002     | Ali Dahleb 107e                                                             |                                       |
| CRB Mila              | 1 – 0              | MSP Batna            | jeudi 28 mars 2002     | Kessaï 42e (pen.)                                                           | Mila. Stade Belaïd Belkacem           |
| JSM Skikda            | 2 – 2ap (5 - 4tab) | IRB El Oued          | jeudi 28 mars 2002     | Kerboua 14e, Belhatem 26e / Fares 23e, Gheribi 47e                          |                                       |
| OMR El Anasser        | 2 – 1ap            | CRB Mecheria         | vendredi 29 mars 2002. | Bénidir 10e et 95e / Mir 76e                                                |                                       |
| AS Maghnia            | 0 – 0ap (4 - 2tab) | IRB Khenchela        | vendredi 29 mars 2002  | -                                                                           |                                       |
| CB El Milia           | 1 – 2              | HB Chelghoum Laid    | vendredi 29 mars 2002  | Zeghimeche 45e / Merrad 20e, Messaoudou 30e                                 | Stade Chahid-Hamlaoui                 |
| CR Belouizdad         | 1 – 1ap (5 - 4tab) | USM Alger            | jeudi 4 avril 2002     | Mezouar 57e / Hamdani 60e (pen.)                                            | Stade du 20-Août-1955 (Alger)         |
| MC Oran               | 2 – 1ap            | AS Ain M'lila        | jeudi 28 mars 2002     | Hadou 85e (pen.), Zerrouki 110e / Bounif 80e                                | Stade Ahmed-Zabana                    |
| JSM Bejaia            | *0 – 3             | JS Kabylie           | Forfait                | -                                                                           | El Eulma                              |
| MO Bejaia             | *0 – 3             | MC Alger             | Forfait                | -                                                                           | Bordj Bou Arreridj                    |

## Huitièmes de finale
Les matchs des seizièmes de finale se sont joués le vendredi 10 mai 2002.
| Équipe 1             | Score   | Équipe 2              | Buteurs                                                             | Lieu                      |
| CR Belouizdad        | 2 – 3   | JS Kabylie            | Mezouar 18e, Settara 49e / Bendahmane 2e, Belkaid 14e, Berguiga 87e | Stade du 20 août 55 Alger |
| CA Batna             | 0 – 2   | MC Alger              | Faisca 25e,Bouamrane 66e                                            | Batna                     |
| MC Oran              | 2 – 1   | OMR El Anasser        | Benzerga 17e Zerrouki 29e / Brakni 85e                              | Stade Bouakeul oran       |
| USM Blida            | 2 – 0   | HB Chelghoum Laid     | Baid 82e Ait Mokhtar 90e                                            | Stade Mustapha Tchaker    |
| AS Maghnia           | 1 – 2ap | MO Constantine        | Layati 46e / Azzizane 48e, Griche 118e                              | Tlemcen                   |
| C B Mila             | 1 – 0   | USM Annaba            | Telia 59e                                                           | Mila                      |
| IB Khemis El Khechna | 1 – 0   | CA Bordj Bou Arreridj | Djaknoun 18e                                                        | Khemis El-Khechna         |
| JSM Skikda           | 0 – 1   | WA Tlemcen            | Kheris 85e                                                          | Skikda                    |

## Quarts de finale
Les matchs des quarts de finale se sont joués le vendredi  24 mai 2002.
| Équipe 1   | Score | Équipe 2             | Buteurs                                                             | Lieu                                               |
| MC Oran    | 3 - 0 | MO Constantine       | Fares 25e 50e, Zerrouki 43e                                         | Oran                                               |
| WA Tlemcen | 3 - 2 | IB Khemis El Khechna | Zougari 50e, Djaknoun 51e / Hadjou 30e, Bechlaghem 38e, Kherris 75e | Khemis El Khachna                                  |
| JS Kabylie | 1 - 0 | CB Mila              | Driouéche 85e                                                       | Boumerdes                                          |
| USM Blida  | 2 - 0 | MC Alger             | Diss 6e, Zouani Bilal 94e                                           | Blida. Stade Mustapha Tchaker. 30 000 spectateurs. |

## Demi-finales
Les matchs des demi-finales se sont joués le lundi 10 juin 2002. 
| Équipe 1   | Score | Équipe 2   | Buteurs                                 | Lieu                                                                      |
| WA Tlemcen | 1 - 0 | JS Kabylie | Meziani 7e                              | lundi 10 juin 2002                                                        |
| MC Oran    | 1 - 0 | USM Blida  | Daoud 16e * match arrêté a la 88e       | lundi 10 juin 2002                                                        |
| MC Oran    | 3 - 1 | USM Blida  | Haddou 39e, Daoud 52e 60e / Badeche 36e | match rejoué le jeudi 27 juin 2002 au stade chahid ahmed zabana d' oran . |

## Finale
La finale a eu lieu au Stade du 19 mai 1956 à Annaba, le vendredi  5 juillet 2002. 
| 5 juillet 2002 | WA Tlemcen   | 1 - 0   | MC Oran | Stade du 19 mai 1956, Annaba |  |
| 16 h 00        | 65e Bettouaf | (0 - 0) |         |                              |  |
| 16 h 00        | Rapport      |         |         |                              |  |

| |  |
| \| Coupe d'Algérie de Football Vainqueur 2002 \| \| ------------------------------------------ \| \| WA Tlemcen 2e titre \| |  |
| Coupe d'Algérie de Football Vainqueur 2002                                                                                  |  |
| WA Tlemcen 2e titre |  |